# Du lịch bền vững
Du lịch bền vững là khái niệm về thăm một nơi như là một du khách, và cố gắng thực hiện các hiệu quả tích cực trên môi trường, xã hội, và nền kinh tế nơi đó. Du lịch có thể bao gồm việc vận chuyển đến vị trí chung, vận chuyển trong địa phương, chỗ ở, giải trí, giải trí, nuôi dưỡng và mua sắm. Nó có thể liên quan đến du lịch để giải trí kinh doanh, và những gì được gọi là VFR (thăm bạn bè và người thân). Hiện nay có sự đồng thuận rộng rãi rằng phát triển du lịch nên có tính bền vững; tuy nhiên, câu hỏi làm thế nào để đạt được điều này vẫn còn đang được tranh luận.
Không có di chuyển thì không có du lịch, vì vậy các khái niệm của du lịch bền vững du lịch liên kết chặt chẽ với một khái niệm của di chuyển bền vững. Hai cân nhắc liên quan là du lịch phụ thuộc vào nhiên liệu hóa thạch và tác động của du lịch đối với thay đổi khí hậu. 72 phần trăm của việc thải khí CO2 đến từ việc vận tải, 24% từ khách sạn, và 4% từ các hoạt động tại địa phương. Hàng không chịu trách nhiệm cho 55% của việc thải CO2 ngành vận tải (hay 40% của tổng thải ngành du lịch). Tuy nhiên, khi xem xét các tác động của tất cả các khí thải carbon từ du lịch mà việc thải khí của hàng không được thực hiện ở độ cao mà ảnh hưởng tác động lên khí hậu được khuếch đại nhiều lần, hàng không đã chiếm 75% tác động xấu đến khí hậu của ngành du lịch.
Hiệp hội Vận tải Hàng không Quốc tế (IATA) xem xét mức tăng hiệu quả nhiên liệu hàng không hàng năm là 2%/năm đến năm 2050 là thực tế. Tuy nhiên, cả Airbus lẫn Boeing đều mong đợi mức tăng trưởng số kilomet*pax vận chuyển hàng không khoảng 5% hàng năm đến năm 2020, vượt quá mức tăng hiệu quả nhiên liệu. Đến năm 2050, với các thành phần kinh tế khác đã giảm đáng kể mức thải CO2, du lịch có khả năng tạo ra đến 40% lượng khí thải carbon toàn cầu. Nguyên nhân chính là sự gia tăng khoảng cách trung bình mà khách du lịch đã đi, trong nhiều năm đã tăng nhanh hơn so với số lượng chuyến đi. "Giao thông vận tải bền vững hiện được thiết lập như là một vấn đề quan trọng đối mặt với ngành du lịch toàn cầu, điều này rõ ràng là không bền vững, và hàng không nằm ở trung tâm của vấn đề này (Gossling et al. Năm 2010)."

## Các khía cạnh xã hội và kinh tế
Các nhà kinh tế học toàn cầu dự báo du lịch quốc tế tiếp tục tăng trưởng, số tiền phụ thuộc vào địa điểm. Là một trong những ngành công nghiệp phát triển nhanh nhất và lớn nhất thế giới, sự tăng trưởng liên tục này sẽ tạo ra áp lực rất lớn cho các sinh cảnh đa dạng về mặt sinh học và các nền văn hóa bản địa còn sót lại, mà thường được sử dụng để hỗ trợ du lịch số lượng lớn. Khách du lịch với việc quảng bá du lịch bền vững vốn nhạy cảm với những nguy cơ này và tìm cách bảo vệ các điểm đến du lịch và bảo vệ du lịch như một ngành công nghiệp. Khách du lịch bền vững có thể giảm tác động của du lịch bằng nhiều cách:
- tự tìm thông tin về văn hóa, chính trị, và kinh tế của nơi sắp đến
- phối hợp và tôn trọng nền văn hoá địa phương, kỳ vọng và giả định
- hỗ trợ sự toàn vẹn của các nền văn hoá địa phương bằng cách hỗ trợ các doanh nghiệp bảo tồn di sản văn hoá và các giá trị truyền thống
- hỗ trợ các nền kinh tế địa phương bằng cách mua hàng địa phương và tham gia vào các doanh nghiệp nhỏ tại địa phương
- bảo tồn các nguồn lực bằng cách tìm kiếm các doanh nghiệp có ý thức về môi trường và sử dụng ít nhất các nguồn lực không tái tạo được

Ngày càng có nhiều điểm đến và các hoạt động du lịch ủng hộ và theo đuổi "du lịch có trách nhiệm" như một con đường hướng tới du lịch bền vững. Du lịch bền vững và du lịch bền vững có một mục tiêu giống nhau, đó là phát triển bền vững. Vì vậy các trụ cột của du lịch có trách nhiệm giống với du lịch bền vững - đó là toàn vẹn môi trường, công bằng xã hội và phát triển kinh tế. Sự khác biệt chính giữa hai loại trên là trong du lịch có trách nhiệm, cá nhân, tổ chức và doanh nghiệp được yêu cầu chịu trách nhiệm về hành động của họ và những tác động của hành động của họ. Sự thay đổi này đã được nhấn mạnh bởi vì một số bên liên quan cảm thấy rằng không có tiến bộ nào trong việc thực hiện du lịch bền vững đã được thực hiện kể từ khi Hội nghị thượng đỉnh Trái Đất họp tại Rio. Điều này một phần là vì tất cả mọi người đã mong đợi những người khác cư xử một cách bền vững. Sự nhấn mạnh về trách nhiệm trong du lịch có trách nhiệm có nghĩa là tất cả mọi người tham gia vào du lịch - chính phủ, chủ sở hữu sản phẩm và các nhà khai thác, vận hành vận chuyển, dịch vụ cộng đồng, các tổ chức phi chính phủ và các tổ chức dựa trên cộng đồng (CBOs), du khách, cộng đồng địa phương, hiệp hội ngành công nghiệp - có trách nhiệm đạt được các mục tiêu của du lịch có trách nhiệm.